# Kretzschau
Kretzschau là một đô thị thuộc huyện Burgenland, bang Sachsen-Anhalt, Đức. Đô thị Kretzschau có diện tích 8,94 km², dân số thời điểm ngày 31 tháng 12 năm 2006 là 1303 người.